# Stadion Wetzlar
Le Stadion Wetzlar (stade de Wetzlar) est un stade de football situé à Wetzlar en Allemagne. 
Il accueille principalement les matchs de football du Eintracht Wetzlar. 
Le stade a une capacité de 8 000 places.